# Santa Catarina (Caldas da Rainha)
Pour les articles homonymes, voir Santa Catarina (homonymie).
Santa Catarina est une freguesia portugaise du district de Leiria située dans la sous-région de l’Ouest.
Avec une superficie de 19,94 km2 et une population de 3 282 habitants (2001), la paroisse possède une densité de 164,6 hab/km2.